# Tapping

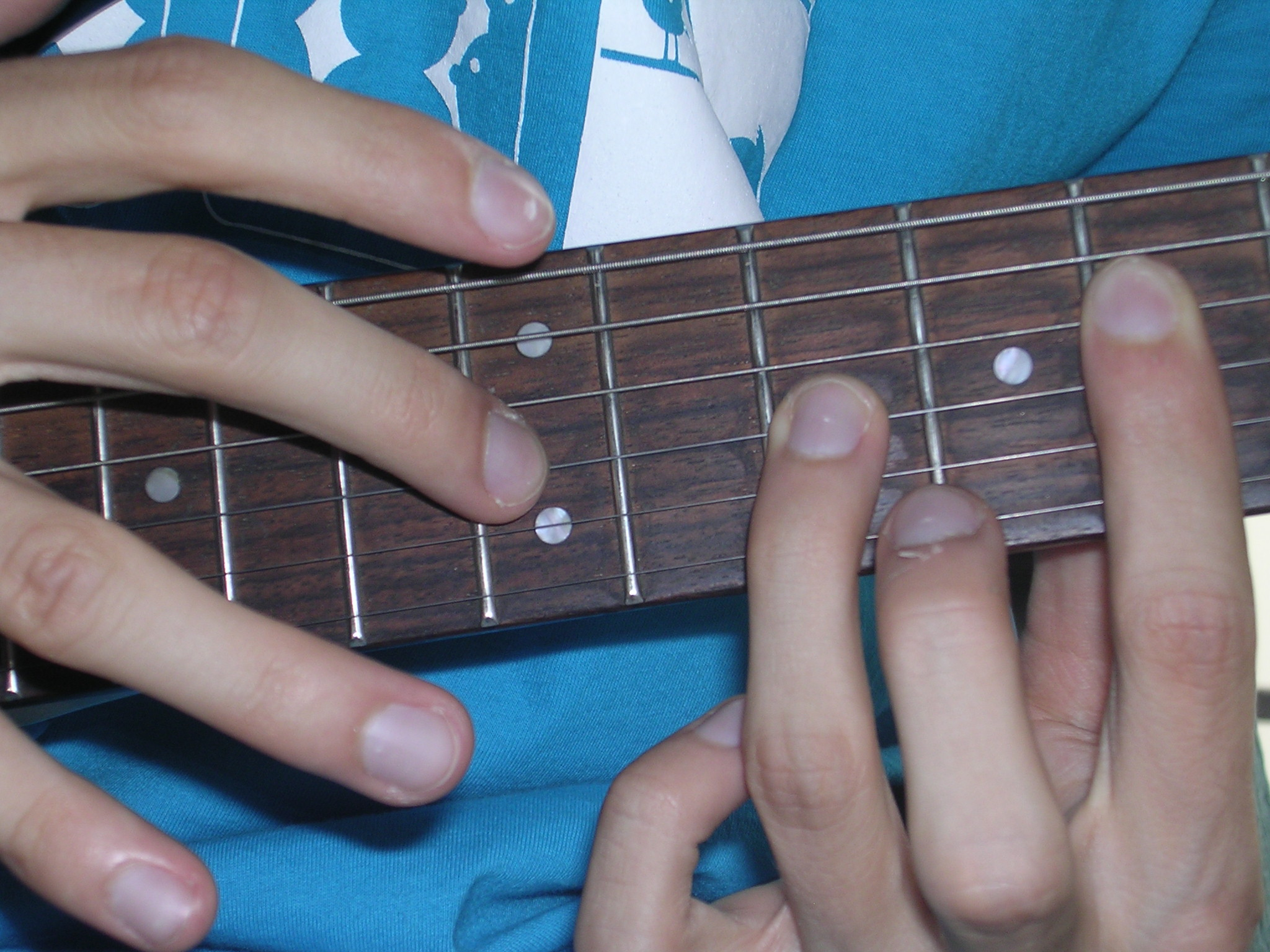
Tapping a due mani eseguito sulla tastiera di una chitarra elettrica

Il tapping è una tecnica chitarristica e bassistica; è tecnica propria di un tipo di cordofono, chiamato beatrax, una grossa chitarra che porta due cordiere sovrapposte o anche tre cordiere. Il tapping consiste nell'utilizzare la mano ritmica (destra per i destrimani, sinistra per i mancini) per suonare delle note (note legate) direttamente sulla tastiera, generalmente usata per suonare intervalli molto larghi, altrimenti molto difficili da eseguire. Sul beatrax il tapping viene ottenuto direttamente dalla mano sinistra per pressione sui tasti.

## Storia
Roy Smeck usò il tapping su un ukulele nel film Club house Party nel 1932. Jimmie Webster la usò negli anni cinquanta e nel 1952 scrisse il metodo 'Touch Method for Electric and Amplified Spanish Guitar'. Webster era uno studente del costruttore di pickup Harry DeArmond, che sviluppò la tecnica del tapping come dimostrazione della sensibilità dei suoi pickup. Ma la tecnica era nota e occasionalmente usata negli anni cinquanta e sessanta da altri chitarristi come Barney Kessel, Merle Travis, Mark Laughin e persino prima da Tal Farlow. Dave Bunker nel 1960 suonò in tapping con la sua particolare chitarra Duo-Lectar nel programma tv "Jubilee U.S.A.".
Notevole la tecnica sviluppata, da autodidatta, dall'italiano Vittorio Camardese, che mostra l'uso percussivo di un primigenio tapping su chitarra classica in un filmato della trasmissione Rai "chitarra amore mio" del 1965 presentato da Arnoldo Foà. Camardese, all'epoca radiologo di Roma con la passione della musica ed autodidatta, presentò due brani: un mambo e lo standard jazz All of Me. Camardese dimostrò al di là del suo studio da autodidatta una grande padronanza dello strumento nonché una grande musicalità e ritmicità.
Acquistò enorme popolarità negli anni settanta e ottanta con Eddie van Halen (il quale codificò la tecnica già sperimentata da Harvey Mandel e Steve Hackett, chitarrista dei Genesis). Per quanto riguarda la musica rock, probabilmente la prima traccia dove viene utilizzato il tapping risale al 1971 nell'album dei Genesis Nursery Cryme. Steve Hackett infatti utilizzò il tapping nei brani The Return of the Giant Hogweed e The Musical Box, ripreso poi dal suo dichiarato estimatore Brian May nel 1973 nell'omonimo album dei Queen con Modern Times Rock'n'Roll e nell'album News of the World con il brano It's Late. Negli stessi anni Harvey Mandel sperimentava con la tecnica, come per esempio sull'album Shangrenade del 1973. Frank Zappa sperimenta il tapping col plettro (da lui definita come "bulgarian bagpipe technique" nell'album One size fits all nel 1976 sul brano Inca Roads.
Il tapping è ormai entrato nel vocabolario musicale di ogni chitarrista, ed è normale incontrare musicisti che facciano uso di più dita per il tapping. La versione più virtuosistica è il tapping a otto dita, che consiste appunto nell'usare tutte e quattro le dita della mano destra, combinandole ovviamente con le quattro della mano sinistra: tra gli utilizzatori più celebri di questa tecnica citiamo Buckethead, Jennifer Batten, Chris Broderick, Randy Rhoads, Stanley Jordan, Adam Fulara, Enver Izmailov, Herman Li, Emppu Vuorinen, Warren Cuccurullo, Steve Vai, TJ Helmerich e lo stesso Eddie van Halen. È possibile usare la tecnica del tapping con un dito della mano destra o più dita. È possibile utilizzare anche il plettro al posto del dito, creando un suono più metallico, secco e veloce. Per rendere lo stile più legato (senza una netta separazione tra una nota e l'altra) si utilizza la tecnica di hammer-on e pull-off.
È inoltre possibile eseguire dei bending sulla nota su cui si effettua il tapping: un chitarrista che usò in modo molto efficace questo particolare espediente è Vito Bratta. Un esempio di tapping con bending lo si può sentire sull'assolo della canzone Wait del gruppo di Bratta, la hair metal band White Lion. In realtà ormai non si può parlare di tapping senza riconoscere l'apporto dato da strumenti appositamente dedicati a questa tecnica. Sebbene siano molto meno conosciuti della chitarra o del basso elettrico, nel Chapman Stick (che arriva fino a 12 corde nel modello Grand Stick), nella Warr Guitar (fino a 14 corde), nella Mobius Megatar, nella Box Guitar e nella Solene Guitar la tecnica si estende arrivando a coinvolgere tutte e dieci le dita delle mani.
Uno dei gruppi che ha consentito a questi strumenti di arrivare al grande pubblico è senz'altro quello dei King Crimson, il cui bassista Tony Levin (prima con Peter Gabriel) utilizza con successo il Chapman Stick per costruire linee di basso e supportare con la parte dedicata agli acuti gli intrecci chitarristici di Robert Fripp e Adrian Belew. Trey Gunn, parte dei King Crimson in diversi progetti, ha introdotto nel gruppo la Warr Guitar introducendo un punto di vista diverso nell'utilizzo di questo tipo di strumenti la cui classificazione accademica dovrebbe essere quella di "cordofoni a percussione", o meglio "elettrofoni", dal momento che necessitano di pick-up per essere amplificati. Tra gli esponenti più significativi di questa tecnica troviamo Jim Lampi, Ron Baggerman, André Pelat, Guillermo Cides e non raramente Joe Satriani il cui brano "Day at the beach" è così eseguito ma non è raro al giorno d'oggi trovare stickisti o warr-chitarristi anche in gruppi meno noti o in proposte solistiche.